# Alen Novoselec
|  | Dieser Artikel wurde auf der Qualitätssicherungsseite des Projekts Bildende Kunst eingetragen. Die Mitarbeiter der QS-Bildende Kunst arbeiten daran, die Qualität der Artikel aus dem Themengebiet Kunst auf ein besseres Niveau zu bringen. Bitte hilf mit, die Mängel dieses Artikels zu beheben und beteilige Dich an der Diskussion. |

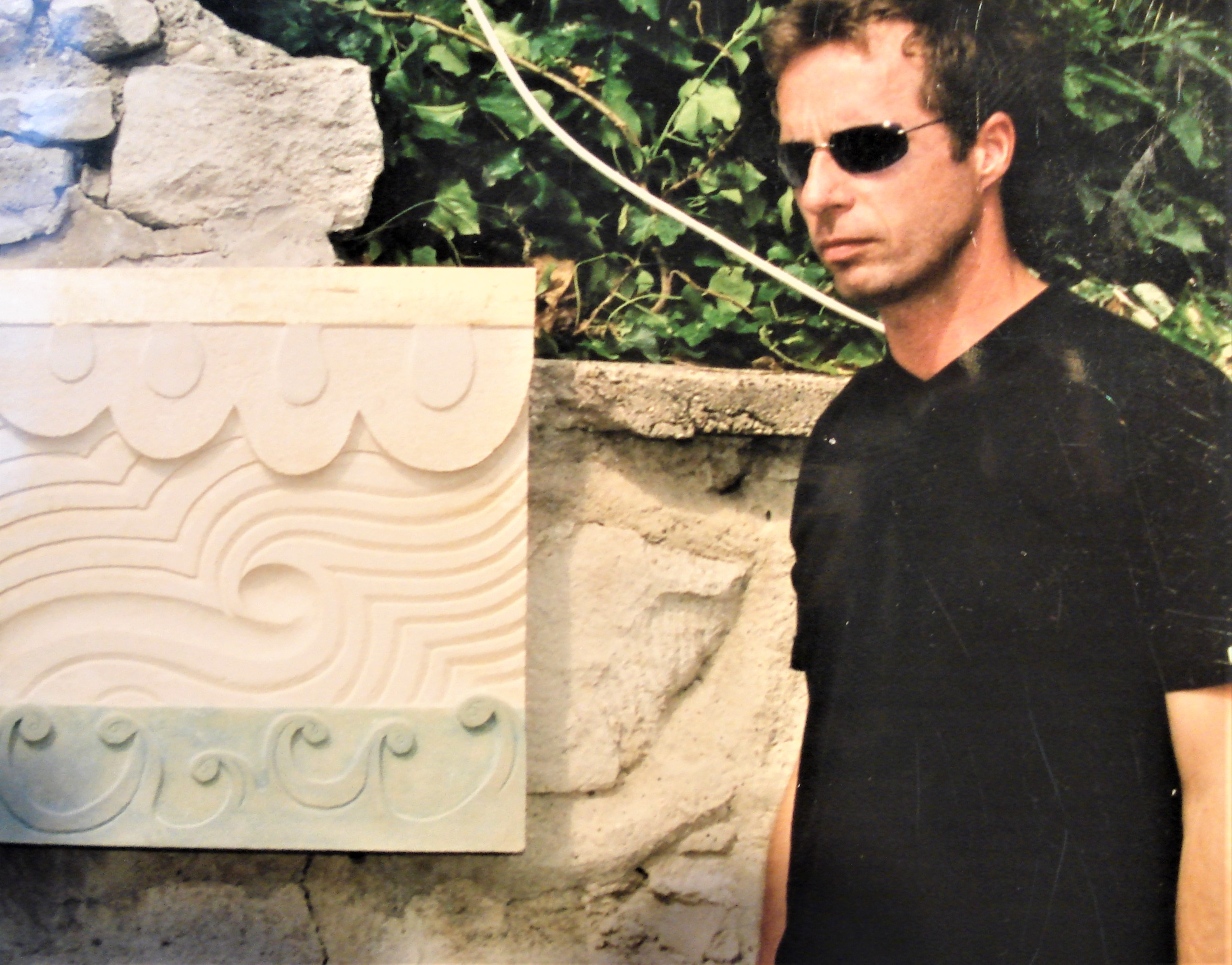
Alen Novoselec (2003)

Alen Novoselec (auch Novoseelec, * 23. August 1969 in Varaždin, Kroatien) ist ein kroatischer Hochschullehrer, Bildhauer und Restaurator.

## Leben und Wirken
Alen Novoselec absolvierte sein Studium mit Hauptfach Bildhauerei an der Akademie der Künste Akademija likovnih umjetnosti u Zagrebu (ALU) in Zagreb als Kunstpädagoge. Weitere Studien folgten in Konservierung und Restaurierung in Ljubljana. In Bildhauerei promovierte er an der Universität Zagreb. Er erhielt vom Kulturministerium die Lizenz, als Konservator und Restaurator zu arbeiten.
Novoselec lehrt als Professor im Fachbereich für Kunstkonservierung und -restaurierung an der Akademie und wurde Prodekan, zuständig für Verwaltung und Finanzen.

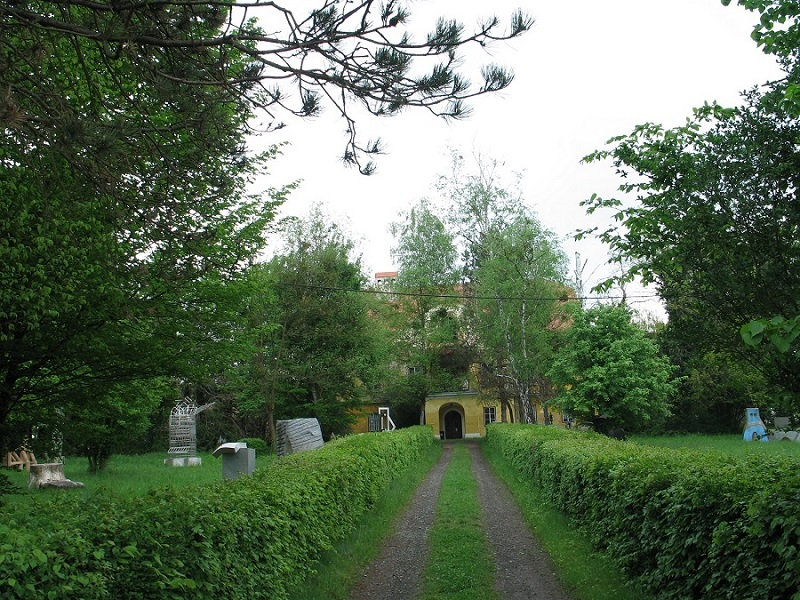
Skulpturenpark Jakovlje

Novoselec leitet das Projekt „Skulpturenallee am Sava-Ufer und Skulpturenpark und Schloss Jakovlje“ für die Kroatische Gesellschaft bildender Künstler. Seine Werke umfassen Skulptur, Installation, Performance, Land Art, Aktion, Fotografie, Video. Weiterhin schuf er Skulpturen der Musiker Iggy Pop (2015) und David Bowie (2016), die im Innenhof des Cafés The Beertija in Zagreb zur Ausstellung des neun Werke umfassenden Tematski park Rock’n'Rolla (Themenpark Rock ’n’ Roll) gehören.

## Ausstellungen und Symposien (Auswahl)
- 1999: Stadtmuseum Varazdin[7]
- 2003: Beim Europa-Symposium Kaisersteinbruch im Burgenland (Österreich) erweiterten die Bildhauer Alen Novoselec, Vija Dzintare, Thomas Resetarits, Oswald Stimm und Gabriel Caruana die Europa-Wand.[8]

- 2016: Echter Realsuprematismus in einem Fass  Bacva-Galerie Zagreb[9]
- 2018: Ausstellung kroatischer Künstler, Stadtgalerie Labina[10]
- 2018: Nationale Universität Dubrava, Natur und Gesellschaft: Nataša Hrust, Alen Novoselec, Ivana Ožetski.[11]
- 2019: Stadtmuseum Križevci, Einzelausstellung[12]

- 2020: Sandskulpturenfestival in Lopar[13]
- 2023: Wie betrachtet man die Natur? Kunst und das Kapitalozän. PM Galerie Zagreb, Gruppenausstellung[14][15]